# Per Henriksen (fodboldspiller)
 For alternative betydninger, se Per Henriksen. (Se også artikler, som begynder med Per Henriksen)
Per Torp Henriksen (15. august 1929 i København – 7. august 2007) var en dansk fodboldspiller, der primært var kendt som målmand.
Per Henriksen var en af Frems mest markante spillere i en lang årrække, hvor han spillede 168 førsteholdskampe i perioden 1949-1960. Han blev også landsholdsspiller med 14 A-landskampe og 3 B-landskampe. Han var kendt som "Sorte Per" på grund af hårfarven.